# Un nouveau temps
Un nouveau temps (Un Nuevo Tiempo en espagnol) est un parti politique social-démocrate vénézuélien. Le parti a été créé en 1999, d'une scission de l'Action démocratique. Il siège à Maracaibo.
Dirigé par Manuel Rosales de 2000 à 2008, puis depuis 2021, le parti boycotta les élections législatives vénézuéliennes de 2005.

## Historique
Le parti connait une crise en 2012 après que sa direction eut signée un programme commun de gouvernement avec d'autres partis d'opposition. Ce document contenait notamment des privatisations et la suppression des « missions » — programmes sociaux bénéficiant aux plus pauvres mais représentant « une lourde charge fiscale ». Le député William Ojeda est exclu du parti pour avoir dénoncé l'évolution « néolibérale » de celui-ci.
Plusieurs partis associés à la MUD, boycottent les élections municipales vénézuéliennes de 2017. Bien que membre de la MUD, Un nouveau temps participe au scrutin.
Manuel Rosales est candidat à l'élection présidentielle vénézuélienne de 2024. Il retire sa candidature pour soutenir celle du candidat d'opposition Edmundo González Urrutia.

## Résultats électoraux

### Élections législatives
| Année | Voix              | %                 | Rang              | Sièges   |
| ----- | ----------------- | ----------------- | ----------------- | -------- |
| 2000  | 78 109            | 1,75 %            | 9e                | 3 / 165  |
| 2010  | 1 143 317         | 16 %              | 7e                | 16 / 165 |
| 2015  | Au sein de la MUD | Au sein de la MUD | Au sein de la MUD | 18 / 167 |